# Mliiv, Horodîșce
Mliiv (în ucraineană Мліїв) este o comună în raionul Horodîșce, regiunea Cerkasî, Ucraina, formată numai din satul de reședință.

## Demografie
Componența lingvistică a comunei Mliiv
     Ucraineană (96,97%)
     Rusă (2,36%)
     Alte limbi (0,21%)
Conform recensământului din 2001, majoritatea populației comunei Mliiv era vorbitoare de ucraineană (96,97%), existând în minoritate și vorbitori de rusă (2,36%).